# Freie Theateranstalten
Die Freien Theateranstalten sind ein freies Theater in Berlin, das 1974 gegründet wurde.
Die Spielstätte befindet sich in einer ehemaligen Maschinenfabrik am Klausenerplatz im Ortsteil Charlottenburg. Unter der Leitung des Regisseurs, Autors und Schauspielers Herman van Harten wird hier seit 18. Mai 1984 täglich außer montags das Stück Ich bin's nicht, Adolf Hitler ist es gewesen  gespielt. Träger ist der gemeinnützige Verein Freie Theateranstalten e. V.